# Le sue nozze
Le sue nozze o Il destino di Moj (Moj) è un film muto del 1920 diretto da Rudolf Biebrach.

## Produzione
Il film fu prodotto dalla Maxim-Film GmbH.

## Distribuzione
Distribuito dalla Universum Film (UFA), il film fu presentato a Berlino l'8 ottobre 1920. In Italia, ottenne il visto di censura nel maggio 1923. Nell'agosto 1924, al titolo italiano Le sue nozze, fu aggiunto il titolo Il destino di Moj.